# Ahakista
Ahakista (Iers: Áth an Chiste) is een dorp gelegen op het Sheep's Head schiereiland, tussen Durrus en Kilcrohane, in West-Cork. Het is een kustplaatsje met een beschutte en diepe haven.

## Voorzieningen
Ahakista heeft onder meer een kerk, twee pubs, een wijnwinkel, twee B&B's, vakantiehuizen, tuincentrum en een lagere school met zeventien leerlingen. Verder kent het een haven en een zandstrand. Ahakista maakt deel uit van het netwerk van de Sheep's Head Walkway.
Opvallend is het Japanse mini-restaurant Shiro (maximaal achttien gasten). Dit restaurant bezat van 1996 tot 2001 een Michelinster.

## Air India Ramp

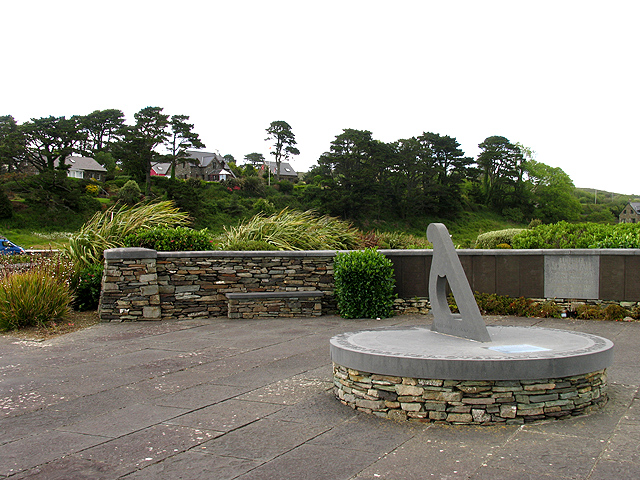
Air India Crash Memorial

De Air India Memorial Garden is een herdenkingspark opgericht ter herinnering aan de slachtoffers van Air India-vlucht 182. Dit vliegtuig werd op 23 juni 1985 opgeblazen zo'n honderdnegentig kilometer uit de kust van county Cork. Bij deze aanslag kwamen 329 personen om het leven. Kort na de ramp reisden nabestaanden naar Cork om nabij de plaats te zijn waar hun geliefden stierven. Bij Ahakista gooiden zij kransen in de zee. Om hun verzoek heeft Cork County Council hier een monument opgericht. De herinneringstuin is officieel geopend op 23 juni 1986 met een ceremonie bijgewoond door de Minister van Buitenlandse Zaken van Ierland, India en Canada. Elk jaar wordt op 23 juni om 08.00 uur GMT een minuut stilte gehouden. Het voornaamste monument, een zonnewijzer van Ken Thompson, wijst dan exact de tijd van de explosie aan.

## Bekende inwoners
- Auteur en toneelschrijver Wolf Mankowitz woonde zijn laatste jaren, tot 1998, in Ahakista.[4]
- Noel Streatfeild, schrijfster van kinderboeken, heeft vele zomers in Ahakista doorgebracht. Bij de verfilming van haar boek "The Growing Summer" (ook wel: The Magic Summer) werd er gefilmd in Bantry, Kilhocrane en Ahakista. Veel van de scènes werden gefilmd op plaatsen die zij daadwerkelijk voor ogen had bij het schrijven van het boek. De zesdelige serie won in 1969 een zilveren medaille op het Filmfestival van Venetië.